# Patera clarki
Patera clarki är en snäckart som först beskrevs av I. Lea 1858.  Patera clarki ingår i släktet Patera och familjen Polygyridae.

## Underarter
Arten delas in i följande underarter:
- P. c. clarki
- P. c. nantahala